# Way Away
«Way Away» es el primer sencillo y pista de apertura del álbum Ocean Avenue de Yellowcard. Tanto la canción como el video musical reflejan la decisión de la banda de dejar su ciudad natal Jacksonville, Florida para dirigirse a California con la esperanza de lograr éxito en la escena roquera del sur de California. 
"Way Away" es parte de la banda sonora de los videojuegos Madden NFL 2004 y SSX 3. 

## Lista de canciones
1. «Way Away» - 3:22
2. «Hey Mike» - 4:01
3. «Avondale» (Acústico) - 3:37
4. «Way Away» (Video)
5. Behind the Scenes Footage (Video)

- Datos: Q3566787